# 男と女の紙芝居・三幕
「男と女の紙芝居・三幕」（おとことおんなのかみしばい・さんまく）は、1977年11月21日にCBS・ソニー（現：ソニー・ミュージックレーベルズ）から発売されたフォーリーブスの35枚目のシングルである。

## 概要
歌詞の男言葉を歌う青山孝とおりも政夫、女言葉を歌う北公次と江木俊夫に分かれ、男女の掛け合いを男性だけで歌うスタイルをとっている。

## 収録曲
※A面・B面共に作詞:伊藤アキラ／作曲:都倉俊一／編曲:田辺信一
1. 男と女の紙芝居・三幕
作品コード:014-4571-5
2. コンドル